# Saison 9 d'Esprits criminels
Chronologie
Saison 8 Saison 10
Cet article présente les vingt-quatre épisodes de la neuvième saison de la série télévisée américaine Esprits criminels (Criminal Minds).

## Synopsis
Le département des sciences du comportement (BAU, Behavioral Analysis Unit en VO), situé à Quantico en Virginie, est une division du FBI. La série suit une équipe de profileurs, dirigée par l'agent Aaron Hotchner et amenée à se déplacer dans l'ensemble des États-Unis (et ailleurs), chargée d'enquêter localement sur les criminels et les tueurs en série. Chacun de ses agents a sa spécialité et sa personnalité, ce qui les rend complémentaires.

## Distribution

### Acteurs principaux
- Thomas Gibson (VF : Julien Kramer) : agent spécial superviseur Aaron « Hotch » Hotchner, chef d'équipe
- Joe Mantegna (VF : Hervé Jolly) : agent spécial David Rossi
- Shemar Moore (VF : David Krüger) : agent spécial Derek Morgan et cochef d'équipe
- Matthew Gray Gubler (VF : Taric Mehani) : agent spécial Spencer Reid, se fait aussi appeler Dr
- Andrea Joy Cook (VF : Véronique Picciotto) : agent spécial Jennifer « J. J. » Jareau
- Kirsten Vangsness (VF : Laëtitia Lefebvre) : Penelope Garcia, analyste et agent de liaison
- Jeanne Tripplehorn (VF : Juliette Degenne) : agent spécial Alex Blake

### Acteurs récurrents
- Nicholas Brendon (VF : Mark Lesser) : Kevin Lynch
- Josh Stewart (VF : Thierry Wermuth) : William LaMontagne, Jr.
- Esai Morales (VF : Jean-Louis Faure) : agent Mateo Cruz
- Bellamy Young (VF : Véronique Soufflet) : Beth Clemmons
- Rochelle Aytes (VF : Sophie Riffont) : Savannah Hayes

### Invités
- Camryn Manheim (VF : Marie-Laure Beneston) : Carla Hines (épisodes 1 et 2)
- Eva LaRue : agent Tanya Mays (épisode 3)
- Mike Colter (VF : Sam Sahli) : Colin Bramwell (épisode 3)
- David Anders (VF : Denis Laustriat) : Anton Harris (épisode 4)
- Todd Stashwick (VF : Renaud Marx) : Eddie Lee Wilcox (épisode 5)
- Madison Davenport (VF : Jessica Monceau) : Samantha Wilcox (épisode 5)
- Meredith Monroe (VF : Barbara Delsol) : Haley Hotchner (épisode 5)
- C. Thomas Howell (VF : Philippe Dumond) : George Foyet (épisode 5)
- Courtenay Taylor (VF : Virginie Ledieu) : Melody Grimes (épisode 5)
- Sarah Jane Morris : Yvonne Carpenter (épisode 6)
- Jack Plotnick (VF : Tanguy Goasdoué) : Tanner Johnson (épisode 7)
- Paulo Costanzo : Shane Wyeth, ami de Garcia (épisode 12)
- Paget Brewster (VF : Marie Zidi) : Emily Prentiss (épisode 14)
- L. Scott Caldwell : Tina Johnson (épisode 9)
- Glynn Turman : Charles Johnson (épisode 9)
- Seth Gilliam : Lyle Johnson (épisode 9)
- Doug Savant (VF : Emmanuel Curtil) : Malcolm Taffert (épisode 10)
- Marika Dominczyk : Lida Taffert (épisode 10)
- Jeffrey Combs : John Nichols (épisode 12)
- Jon Gries : Clifford Walsh (épisode 13)
- Tahmoh Penikett : Michael Hastings (épisode 14)
- Faran Tahir : Tivon Askari (épisode 14)
- Ashley Jones (VF : Ingrid Donnadieu) : Kate Hoffer (épisode 16)
- Molly Culver (VF : Caroline Beaune) : agent Canning (épisode 16)
- Ashton Holmes : Finn Bailey (épisode 17)
- Adrienne Barbeau (VF : Véronique Augereau) : Cissy Howard (épisode 20)
- Tobin Bell (VF : Bernard Tiphaine) : Malachi Lee (épisode 20)
- Michael Trucco (VF : Ludovic Baugin) : Owen McGregor (épisode 23 et 24)

## Production
Le 9 mai 2013, la série a été renouvelée pour une neuvième saison.
La saison comporte 24 épisodes et est diffusée du 25 septembre 2013 au 14 mai 2014 sur CBS.
En France, la série est diffusée du 9 juin 2014 au 17 décembre 2014, les épisodes 21 à 24, sont diffusés en juin 2015.
En juillet 2013, Camryn Manheim, David Anders et Esai Morales obtiennent un rôle l'instant d'un épisode ou plus, suivis en août 2013 d'Eva LaRue et Sarah Jane Morris, puis en septembre 2013 de Mike Colter, et en octobre 2013 de Paulo Costanzo.
Le 14e épisode de la saison, marque le 200e épisode de la série, pour l'occasion, Paget Brewster fait son retour en tant qu'invitée lors du 200e épisode de la série.
Lors du dernier épisode de la saison, Jeanne Tripplehorn, qui interprète l'agent Alex Blake depuis deux saisons, quitte la série.

## Liste des épisodes

### Épisode 1:L'Inspiration
- États-Unis /  Canada : 25 septembre 2013 sur CBS[10] / CTV
- Belgique : 23 avril 2014 sur RTL-TVI[11]
- Suisse : 4 mai 2014 sur RTS Un[12]
- France : 1er septembre 2014 sur TF1[13]
- Québec : 30 août 2015 sur AddikTV

- États-Unis : 11,27 millions de téléspectateurs[14] (première diffusion)
- Canada : 2,42 millions de téléspectateurs[15] (première diffusion)
- Belgique : 498 700 téléspectateurs[16] (première diffusion)
- France : 4,1 millions de téléspectateurs[17] (première diffusion)

- Frederick Koehler (Wallace Hines)
- JoNell Kennedy (en) (sergent Lynne Johnson)
- Camryn Manheim (Carla Hines)
- Leah Garland (Dr Pat Lewis)
- Lauren Lee Denham (Corin Todd)
- Rob Silverman (Mike Hardy)
- Katherine Everett (Emma Coleman)
- Bianca Malinowski (Mia Rivera)
- Gene Rathswohl (l'officier Bachner)
- Brice Williams (Ben Coleman)
- Brianne Howey (Heather Clarke)
- Vince Melocchi (Erik Cole)
- Ian Bamberg (le serveur)
- Carrie Lazar (le patron)
- J. Omar Castro (le policier)
- D.T. Matias (le vendeur de l'épicerie)
- Diane Mizota (la journaliste)

- D'introduction : « Qui sait d’où vient l’inspiration ? Elle émane peut-être du désespoir, des petits coups de pouce du destin, ou de la bienveillance des muses. » d'Amy Tan.
- De conclusion : « Dans la vie, il y a deux choses auxquelles on n’est jamais vraiment préparé : des jumeaux. » de Josh Billings (en).

### Épisode 2:Les Inspirés
- États-Unis /  Canada : 2 octobre 2013 sur CBS / CTV
- Belgique : 23 avril 2014 sur RTL-TVI[11]
- Suisse : 4 mai 2014 sur RTS Un[12]
- France : 1er septembre 2014 sur TF1[13]
- Québec : 4 septembre 2015 sur AddikTV

- États-Unis : 11,12 millions de téléspectateurs[18] (première diffusion)
- Canada : 2,02 millions de téléspectateurs[19],[20] (première diffusion)
- Belgique : 488 000 téléspectateurs[16] (première diffusion)
- France : 3,3 millions de téléspectateurs[17] (première diffusion)

- Frederick Koehler (Les jumeaux: Wallace Hines / Jesse Gentry)
- JoNell Kennedy (en) (sergent Lynne Johnson)
- Camryn Manheim (Carla Hines)
- Douglas Olsson (Mark Anderson)
- Richard Gleason (Bob Clarke)
- Stephanie Nash (Jean Clarke)
- Dominique Razón (Elizabeth Nash)
- Gene Rathswohl (l'officier Bachner)
- John Michael Herndon (Bill Robbins)
- Brianne Howey (Heather Clarke)
- Elizabeth Schmidt (Vanessa Randall)
- Joseph Baird (Danny Randall)

- D'introduction : « Nous ne sommes pas seulement le gardien de notre frère. Sur de nombreux plans, petits et grands, nous sommes aussi son créateur. » de Bonaro Overstreet.
- De conclusion : « Vos parents vous foutent en l'air, ils ne le font peut-être pas volontairement, mais ils le font quand même. Ils vous remplissent de leurs défauts, en ajoutent quelques-uns rien que pour vous. » de Philip Larkin.

### Épisode 3:Dans le viseur
- États-Unis /  Canada : 9 octobre 2013 sur CBS / CTV
- Belgique : 30 avril 2014 sur RTL-TVI[11]
- Suisse : 11 mai 2014 sur RTS Un[12]
- France : 9 juin 2014 sur TF1[13]
- Québec : 4 septembre 2015 sur AddikTV

- États-Unis : 10,98 millions de téléspectateurs[21] (première diffusion)
- Canada : 2,33 millions de téléspectateurs[22],[23] (première diffusion)
- Belgique : 391 600 téléspectateurs[24] (première diffusion)
- France : 5,65 millions de téléspectateurs[25] (première diffusion)

- Mike Colter (Colin Bramwell)
- Yetide Badaki (Maya Carcani)
- Suanne Spoke (Nancy Summers)
- Blake Gibbons (Adam Dawson)
- John M. Jackson (l'agent Malcolm Hollins)
- Eva LaRue (l'agent Tanya Mays)
- Aly Sykes (Brooke)
- Kate Comer (Casey)
- Graham Skipper (Danny Sterling)
- Medalion Rahimi (la secrétaire)

- D'introduction : Aucune.
- De conclusion : « Notre point commun le plus basique, c'est que nous habitons tous cette planète. Nous respirons tous le même air. Nous chérissons tous l'avenir de nos enfants. Et nous sommes tous mortels. » de John Fitzgerald Kennedy.

Dans l'épisode, le profileur indique qu'un tireur embusqué d'élite (sniper d'élite) peut demeurer jusqu'à 72 heures éveillé, en utilisant l'exercice mental du fantasme intégré (être complètement concentré sur la cible en se créant un scénario impliquant cette dernière).

### Épisode 4:À leurs yeux
- États-Unis /  Canada : 16 octobre 2013 sur CBS / CTV
- Belgique : 30 avril 2014 sur RTL-TVI[11]
- Suisse : 11 mai 2014 sur RTS Un[12]
- France : 1er septembre 2014 sur TF1[13]
- Québec : 11 septembre 2015 sur AddikTV

- États-Unis : 11,06 millions de téléspectateurs[26] (première diffusion)
- Canada : 2,28 millions de téléspectateurs[27] (première diffusion)
- Belgique : 391 600 téléspectateurs[24] (première diffusion)
- France : 5,4 millions de téléspectateurs[17] (première diffusion)

- Esai Morales (Mateo Cruz)
- Brian Appel (l'agent Anderson)
- David Anders (Anton Harris)
- Franklin Killian (Sam Carter)
- Charles Rahi Chun (Dr Hoshino)
- Emily Podleski (Dana)
- Martin Thompson (M. Harris)
- Daren Dukes (le conducteur de gros véhicule)

- D'introduction : « Quelqu’un que j'ai aimé m’offrit un jour une boîte emplie d'obscurité. Il me fallu des années pour comprendre que ça aussi, c’était un cadeau. » de Mary Oliver.
- De conclusion : « La plus grande tragédie de la vie n’est pas la mort, mais ce qui meurt en nous tandis que nous vivons. » de Norman Cousins (en).

### Épisode 5:Route 66
- États-Unis /  Canada : 23 octobre 2013 sur CBS / CTV
- Belgique : 7 mai 2014 sur RTL-TVI[11]
- Suisse : 18 mai 2014 sur RTS Un[12]
- France : 8 septembre 2014 sur TF1[13]
- Québec : 11 septembre 2015 sur AddikTV

- États-Unis : 11,55 millions de téléspectateurs[28] (première diffusion)
- Canada : 2,1 millions de téléspectateurs[29] (première diffusion)
- Belgique : 525 600 téléspectateurs[30] (première diffusion)
- France : 5,36 millions de téléspectateurs[31] (première diffusion)

- Meredith Monroe (Haley Hotchner)
- C. Thomas Howell (George Foyet / « l'éventreur »)
- Cade Owens (Jack Hotchner)
- Todd Stashwick (Eddie Lee Wilcox)
- Madison Davenport (Samantha Wilcox)
- Colin Woodell (Tommy Burns)
- Courtenay Taylor (Melody Grimes)
- Molly Baker (Jessica Brooks)
- Angela K. Thomas (l'ambulancier no 1)
- Devin Rumer (l'ambulancier no 2)
- Granville Ames (l'employé de la station)
- Bruce Katzman (le docteur no 1)
- Rajesh Bose (le docteur no 2)

- D'introduction : Aucune.
- De conclusion : « La vie est un rêve. Fais en une réalité. » de Mère Teresa.

### Épisode 6:Les Héritiers de Salem
- États-Unis /  Canada : 30 octobre 2013 sur CBS / CTV
- Belgique : 7 mai 2014 sur RTL-TVI[11]
- Suisse : 18 mai 2014 sur RTS Un[12]
- France : 15 septembre 2014 sur TF1[13]

- États-Unis : 10,64 millions de téléspectateurs[32] (première diffusion)
- Canada : 2,07 millions de téléspectateurs[33] (première diffusion)
- Belgique : 511 600 téléspectateurs[30] (première diffusion)
- France : 5,55 millions de téléspectateurs[34] (première diffusion)

- James Immekus (Leland)
- Tom Irwin (le sergent Joe Mahaffey)
- Jeff Griggs (Herbert Sykes)
- Peggy Dunne (Linda Grunwell, M. E.)
- Sarah Jane Morris (Yvonne Carpenter)
- Caitlin Carmichael (Kylie)
- John Lee Ames (Parker Mills)
- Aubrey Manning (Charlotte Novak)
- Charlotte Ubben (Gloria Carlyle)

- D'introduction : « Après tout, qu'est-ce qu'un homme, si ce n'est une horde de fantômes... des chênes qui étaient des glands qui étaient des chênes. » de Walter de la Mare.
- De conclusion : « La mort met fin à une vie, pas à une relation. » de Mitch Albom.

### Épisode 7:Le Cerbère
- États-Unis /  Canada : 6 novembre 2013 sur CBS / CTV
- Belgique : 14 mai 2014 sur RTL-TVI[11]
- Suisse : 25 mai 2014 sur RTS Un[12]
- France : 22 septembre 2014 sur TF1[13]

- États-Unis : 9,7 millions de téléspectateurs[35] (première diffusion)
- Canada : 2 millions de téléspectateurs[36] (première diffusion)
- Belgique : 492 300 téléspectateurs[37] (première diffusion)
- France : 5,3 millions de téléspectateurs[38] (première diffusion)

- Jack Plotnick (Tanner)
- Tara Buck (Hannah Johnson)
- Julianna Guill (Ashley Fouladi)
- Brent Bailey (Scotty Delfino)
- Angela Bullock (Helen)
- Noshir Dalal (Ben Harrison)
- Tory Doherty (Colin Kirkland)
- Joey Luthman (Jake Preston)
- Jenny Strubin (Dr. Janis Karickhoff)
- Dominique Davis (Kara)
- Ray Stoney (Nick Wilson)
- Franklin Fung (le mauvais chanteur au karaoké)

- D'introduction : « Si la passion vous anime, laissez la raison tenir les rênes. » de Benjamin Franklin.
- De conclusion : « La chose la plus importante que les parents puissent enseigner à leurs enfants, c’est de réussir à vivre sans eux. » de Frank Clark.

### Épisode 8:Soldats malgré eux
- États-Unis /  Canada : 13 novembre 2013 sur CBS / CTV
- Belgique : 14 mai 2014 sur RTL-TVI[11]
- Suisse : 25 mai 2014 sur RTS Un[12]
- France : 16 juin 2014 sur TF1[13]

- États-Unis : 11,63 millions de téléspectateurs[39] (première diffusion)
- Canada : 1,91 million de téléspectateurs[40] (première diffusion)
- Belgique : 478 600 téléspectateurs[37] (première diffusion)
- France : 5,75 millions de téléspectateurs[41] (première diffusion)

- Mark Sivertsen (Wayne Gulino)
- Kelly Hawthorne (Sylvia Hoover)
- Emily Skinner (Julie Hoover)
- Leah Rollins (Karly Rothenberg)
- Ronnie Banks (Gavin Rossler)
- Andrew Fiscella (l'officier Ryan Clayburn)
- Rochelle Aytes (Savannah)
- Koby Kumi-Diaka (Trevor Madison)
- Maurice Compte (l'inspecteur Reyes)
- Gwen McGee (Dr. Taylor)
- A.J. Achinger (Daniel Morrison)
- Jan Broberg (Lauren Morrison)
- Joanna Tiwald (Stephanie Lawford)
- Alexander Eckert (Cameron Patterson)
- Jimmy Carlson (le journaliste)

- D'introduction : « Il n'y a pas de terreur dans un coup de fusil, seulement dans son anticipation. » d'Alfred Hitchcock.
- De conclusion : « Plus grand est le pouvoir, plus dangereux est l'abus. » d'Edmund Burke[42].

### Épisode 9:Les Racines de la haine
- États-Unis /  Canada : 20 novembre 2013 sur CBS / CTV
- Belgique : 21 mai 2014 sur RTL-TVI[11]
- Suisse : 1er juin 2014 sur RTS Un[12]
- France : 12 novembre 2014 sur TF1[13]

- États-Unis : 12,4 millions de téléspectateurs[43] (première diffusion)
- Canada : 2,54 millions de téléspectateurs[44] (première diffusion + différé 7 jours)
- Belgique : 537 500 téléspectateurs[45] (première diffusion)
- France : 7,07 millions de téléspectateurs[46] (première diffusion)

- Esai Morales (le chef de section Mateo Cruz)
- L. Scott Caldwell (Tina Johnson)
- Glynn Turman (Charles Johnson)
- Seth Gilliam (Lyle Johnson)
- Jason Mac (Mike Bishop)
- Alexandria Cree (Cheryl Bishop)
- Jeremy Woodland (Greg)
- Clay Blanchette (Cop)
- Paget Kagy (M.E. Tamako Kimura)
- Kian Morr (Charles jeune)
- Grayson Duvall Wittenbarger (Karl Beck jeune)
- David Ryan Speer (James Moses jeune)

- D'introduction : « Le monde n’aime pas les secrets. Il s'arrange pour exposer la vérité pour nous guider vers elle. » de Lisa Unger.
- De conclusion : Aucune.

### Épisode 10:Numéro masqué
- États-Unis /  Canada : 27 novembre 2013 sur CBS / CTV
- Belgique : 21 mai 2014 sur RTL-TVI[11]
- Suisse : 1er juin 2014 sur RTS Un[12]
- France : 22 octobre 2014 sur TF1[13]

- États-Unis : 11,1 millions de téléspectateurs[47] (première diffusion)
- Canada : 2,66 millions de téléspectateurs[48] (première diffusion + différé 7 jours)
- Belgique : 556 900 téléspectateurs[45] (première diffusion)
- France : 7,1 millions de téléspectateurs[49]

- Doug Savant (Malcolm Taffert)
- Marika Dominczyk (Lida Taffert)
- Frank Collison (Richard Clayvin)
- Adam Edgar (agent Green)
- Kevin Rock (Dr. Eldon Mercer)
- Carl Schwaber (Leon Burns)
- Elia Saldana (Marla Golden)
- Mike Ostroski (Daniel Milworth)
- Katie Burton (Holly Golden)
- Adalgiza Chermont (l'infirmière)
- Marcus Eckert (Daniel jeune)
- Beth Fraser (le journaliste)

- D'introduction : « La peur est le sentiment qui découle de l'anticipation du mal. » d’Aristote.
- De conclusion : « Nous ne pouvons pas désespérer des hommes puisque nous sommes nous-même des hommes. » d'Albert Einstein.

### Épisode 11:Brutalisés
- États-Unis /  Canada : 11 décembre 2013 sur CBS / CTV
- Belgique : 28 mai 2014 sur RTL-TVI[11]
- Suisse : 8 juin 2014 sur RTS Un[12]
- France : 29 octobre 2014 sur TF1[13]

- États-Unis : 11,19 millions de téléspectateurs[50] (première diffusion)
- Canada : 2,37 millions de téléspectateurs[51] (première diffusion + différé 7 jours)
- Belgique : 477 300 téléspectateurs[52] (première diffusion)
- France : 6,2 millions de téléspectateurs[53] (première diffusion)

- Brennan Elliott (Scott Miller)
- Tom Bower (Damon Miller)
- Tom Vincent (Ronald James Underwood)
- Jim Garrity (Harold Ramsey)
- Felisha Cooper (Laurie Patterson)
- Jake Miller (Charles Gates)
- Arianna Ortiz (Dr. Liz Montoya)
- Tim True (Daryl Barnes)
- Kim Genelle (Renee Patterson)
- Simon Vance (Gil Patterson)
- Saxon Jones (Riley Wilson)
- Braden Lynch (Edward Ray Stokes)
- Lindsay Wolf (Sheryl)
- Macka Foley (l'entraîneur)
- Phillip Fallon (Ronald jeune)

- D’introduction : « Frères et sœurs sont aussi proches que mains et pieds. » proverbe vietnamien.
- De conclusion : « Seul, nous pouvons faire si peu. Ensemble, nous pouvons faire beaucoup. » de Helen Keller.

### Épisode 12:La Reine noire
- États-Unis /  Canada : 15 janvier 2014 sur CBS / CTV
- Belgique : 28 mai 2014 sur RTL-TVI[11]
- Suisse : 8 juin 2014 sur RTS Un[12]
- France : 5 novembre 2014 sur TF1[13]

- États-Unis : 10,35 millions de téléspectateurs[54] (première diffusion)
- Canada : 2,47 millions de téléspectateurs[55] (première diffusion + différé 7 jours)
- Belgique : 499 800 téléspectateurs[52] (première diffusion)
- France : 7,42 millions de téléspectateurs[56] (première diffusion)

- Jeffrey Combs (John Nichols)
- Erik Passoja (Sam Russell)
- Paulo Costanzo (Shane Wyeth)
- Clifford Morts (Bob Cooper)
- Cecile Cubilo (Debbie Bloom)
- Jesse Heiman (Ethan)
- Mandy May (Gloria Holden)
- Rayna Tharani (Marguerite Churchill)
- Caroline Whitney Smith (Kathleen Miller)
- David Salsa (le lieutenant Mike Sommers)
- Jackie Joyner (Rhonda)

- D'introduction : « Les gens disent souvent que telle ou telle personne ne s'est pas encore trouvée. Mais on ne peut pas se trouver soi-même, on se crée. » de Thomas Szasz.
- De conclusion : « Trouver un sens à sa vie n'est pas facile, mais ça reste permis et je pense que le jeu en vaut la chandelle. » de Bill Watterson.

### Épisode 13:Tous coupables
- États-Unis /  Canada : 22 janvier 2014 sur CBS / CTV
- Belgique : 4 juin 2014 sur RTL-TVI[11]
- Suisse : 5 octobre 2014 sur RTS Un[12]
- France : 3 décembre 2014 sur TF1[13]

- États-Unis : 10,35 millions de téléspectateurs[57] (première diffusion)
- Canada : 2,56 millions de téléspectateurs[58] (première diffusion + différé 7 jours)
- Belgique : 526 600 téléspectateurs[59] (première diffusion)
- France : 7,07 millions de téléspectateurs[60] (première diffusion)

- Meshach Taylor (Harrison Scott)
- Jon Gries (Clifford Walsh)
- Jack Wallace (Carl)
- Carl Crudup (Willie)
- Vijaya Kumari (Sita Patel)
- Meeghan Holaway (Cheryl Grant)
- Alexis Peters (Madison Davis)
- Mark Hapka (Terry Pyke)
- Thomas F. Evans (le sergent Gulsby)
- LOKI (Dane Hendrix)
- Russell Richardson (Thomas Scott)
- Hilary Ward (May Scott)
- Ian Patrick Williams (Clarence)
- Courtney Cunningham (Cora Bradshaw)
- Natalija Nogulich (Helen Clark)
- Cesar Garcia (membre d'un gang no 1)
- Michael Domantay (membre d'un gang no 2)
- Mik Scriba (l'employé)
- Vern Urich (le jogger)
- Shelley Gershoni (le barman)
- Suzanne Sena (le présentateur)

- D'introduction : « Prenez garde à la colère d'un homme patient. » de John Dryden.
- De conclusion : « Le pardon ne change pas le passé, mais il élargit l'avenir. » de Paul Boese.

### Épisode 14:24 heures pour JJ
- États-Unis /  Canada : 5 février 2014 sur CBS / CTV
- Belgique : 4 juin 2014 sur RTL-TVI[11]
- Suisse : 5 octobre 2014 sur RTS Un[12]
- France : 3 décembre 2014 sur TF1[13]

- États-Unis : 12,92 millions de téléspectateurs[61] (première diffusion)
- Canada : 2,73 millions de téléspectateurs[62] (première diffusion + différé 7 jours)
- Belgique : 539 700 téléspectateurs[59] (première diffusion)
- France : 6,21 millions de téléspectateurs[60] (première diffusion)

- Paget Brewster (Emily Prentiss)
- Tahmoh Penikett (Michael Hastings)
- Brian Appel (l'agent Anderson)
- Gina Garcia Sharp (l'agent Gina Sharp)
- Debrah Farentino (Sous-Secrétaire Rosemary Jackson)
- Nicole Shalhoub (Nadia)
- Faran Tahir (Tivon Askari)
- Mekhai Andersen (Henry LaMontagne)
- Josh Stewart (William LaMontagne Jr.)
- Gregory Fuller (l'administrateur)
- Darrian Lorenzo (l'agent de sécurité)
- Esai Morales (le chef de section Mateo Cruz)
- Chervine Namani (le technicien)

- D'introduction : « Pourquoi devrions-nous explorer le passé quand il s'agit de préparer l'avenir ? Parce que c'est le seul endroit où regarder. » de James Burke (en).
- De conclusion : « Si tu plonges longtemps ton regard dans l'abime, l'abime te regarde aussi. » de Nietzsche.

- Le personnage d'Emily Prentiss réapparaît lors de cet épisode pour venir en aide à JJ.

### Épisode 15:Thérapie de couple
- États-Unis /  Canada : 19 février 2014 sur CBS / CTV
- Suisse : 12 octobre 2014 sur RTS Un[12]
- Belgique : 26 octobre 2014 sur RTL-TVI[11]
- France : 10 décembre 2014 sur TF1[13]

- États-Unis : 10,06 millions de téléspectateurs[63] (première diffusion)
- Canada : 2,58 millions de téléspectateurs[64] (première diffusion + différé 7 jours)
- France : 6,67 millions de téléspectateurs[65] (première diffusion)

- Stephen Simon (Sam)
- Rochelle Aytes (Savannah)
- Ned Bellamy (Alan Anderson)
- Mary Mara (Judith Anderson)
- Wendy Davis (Kathleen Benedict)
- Jarvis George (l'agent Eli West)
- Whitney Morgan Cox (Holly Franklin)
- Charlie Babcock (Johnny Matthews)
- Brittany Faith Rosoff (Maya Taylor)
- Winston Story (Dr. Garnett Packard)
- Morgan McClellan (James Crayton)

- D'introduction : « Le mariage est une mosaïque que l'on construit avec son conjoint, des millions de petits moments qui constituent votre histoire d’amour. » de Jennifer E. Smith.
- De conclusion : « Chaque relation nourrit une force ou une faiblesse en vous. » de Mike Murdock (en).

### Épisode 16:Gabby
- États-Unis /  Canada : 26 février 2014 sur CBS / CTV
- Suisse : 12 octobre 2014 sur RTS Un[12]
- Belgique : 26 octobre 2014 sur RTL-TVI[11]
- France : 26 novembre 2014 sur TF1[13]

- États-Unis : 9,42 millions de téléspectateurs[66] (première diffusion)
- Canada : 2,49 millions de téléspectateurs[67] (première diffusion + différé 7 jours)
- France : 7,31 millions de téléspectateurs[68] (première diffusion)

- Sianoa Smit-McPhee (Sue Walsh)
- Ashley Jones (Kate Hoffer)
- Julia Butters (Gabby Hoffer)
- Molly Culver (SSA Tia Canning)
- Cean Houston (Willie Blaine)
- Cassandra Reylnn (Daphnie)
- Tysen Fraker (Ian Little)
- Jimmy Taylor (Rodney)
- Dennis Baker (Austin Leland)
- Trisha Rae Stahl (Michelle Fader)
- Darin Singleton (Doug)
- Rachel Hroncich (Nicole Jones)
- Brad Berryhill (le caissier)
- Audrey Hsieh (la fille asiatique)

- D’introduction : « On dit souvent la chose suivante : même le plus petit des pieds laisse une empreinte sur cette terre. » de - (auteur inconnu)
- De conclusion : « Les bras des mères sont faits de tendresse, les enfants y dorment profondément. » de Victor Hugo (extrait du roman Les Misérables).

### Épisode 17:Les Dessous de Las Vegas
- États-Unis /  Canada : 5 mars 2014 sur CBS / CTV
- Suisse : 19 octobre 2014 sur RTS Un[12]
- Belgique : 2 novembre 2014 sur RTL-TVI[11]
- France : 17 décembre 2014 sur TF1[13]

- États-Unis : 11,42 millions de téléspectateurs[69] (première diffusion)
- Canada : 2,41 millions de téléspectateurs[70] (première diffusion + différé 7 jours)
- France : 6,5 millions de téléspectateurs[71] (première diffusion)

- David Clennon (Marvin Caul)
- Ashton Holmes (Finn Bailey)
- Michael Irby (Cesar Jones)
- Susan Santiago (Det. Solana Ramirez)
- Darren Romeo (Romeo the Magician)
- Gregory Bach (Olsen)
- Keelin Woodell (Sarah Renfield)
- Sheila Shaw (Irma)
- Mark Sande (Bill)
- Keisuke Hoashi (Dr. John Chen)
- Travis Hammer (Elijah Hall)
- Courtney Cunningham (Frida Bancroft)
- Kayla Crance (Renee Sheffield)
- Karen Teliha (Gladys)
- Olga Pikhienko (Olga the Contortionist)

- D'introduction : « Le secret de mon influence est qu'elle est toujours restée secrète. » de Salvador Dalí.
- De conclusion : « L’illusion est nécessaire pour camoufler le vide qui nous habite. » d'Arthur Erickson.

### Épisode 18:La Rage au corps
- États-Unis /  Canada : 12 mars 2014 sur CBS / CTV
- Suisse : 19 octobre 2014 sur RTS Un[12]
- Belgique : 2 novembre 2014 sur RTL-TVI[11]
- France : 10 décembre 2014 sur TF1[13]

- États-Unis : 10,74 millions de téléspectateurs[72] (première diffusion)
- Canada : 2,41 millions de téléspectateurs[73] (première diffusion + différé 7 jours)
- France : 6,21 millions de téléspectateurs[65] (première diffusion)

- Steve Monroe (David Wade Cunningham)
- Dana Melanie (Gloria Wilson)
- Chris Coy (Russell Holmes)
- Tammy Lauren (Liz Foley)
- Phil Abrams (Dr. Weinstein)
- George Alvarez (en) (Officer Kowalski)
- Chloe Wepper (Barista)
- Brittani Ebert (Soccer Mom)
- Christopher Hatfield (M. Foley)
- Jacqueline Scislowski (Foley Daughter #1)
- Hannah Swain (Foley Daughter #2)
- Shawn Kathryn Kane (Nanny)
- Ayana Hampton (Jogger)

- D'introduction : « Il est plus important de connaitre le malade que la maladie dont il est atteint. » d'Hippocrate.
- De conclusion : « L'amitié multiplie les biens et partage les maux. » de Baltasar Gracian.

### Épisode 19:La Mémoire en morceaux
- États-Unis /  Canada : 19 mars 2014 sur CBS / CTV
- Suisse : 26 octobre 2014 sur RTS Un[12]
- Belgique : 9 novembre 2014 sur RTL-TVI[11]
- France : 19 novembre 2014 sur TF1[13]

- États-Unis : 10,14 millions de téléspectateurs[74] (première diffusion)
- Canada : 2,38 millions de téléspectateurs[75] (première diffusion + différé 7 jours)
- France : 6,6 millions de téléspectateurs[76] (première diffusion)

- Aasha Davis (Daria Samsen)
- Emayatzy E. Corinealdi (Ellen Samsen)
- Taymour Ghazi (Joe Bachner)
- Anthony Nuccio (Coby Peters)
- Mandi Kreisher (Carrie)
- Caroline Lindy (Melissa)
- Scott Speiser (Dr. Claude Pinault)
- Lisa Kaminir (Dr. Carol Roberts)
- Guy Nardulli (inspecteur Walker)
- Isabella Way (Nurse)
- Matthew Alan Brady (Lionel)
- Marty Fortney (Dad)
- Aaron Fili (M.E. Garrison)
- Steven Dady (Son)
- Sunny Suljic (Young Joe)

- D'introduction : « Personne n’est une victime, jusqu'au jour où nous ennemis arrivent à nous persuader du contraire. Comment pourraient-ils nous vaincre autrement ? » de Barbara Marciniak.
- De conclusion : « Il est des moments où l'esprit subit un tel choc qu'il se réfugie dans la démence. Il est des moments où la réalité n'est que souffrance, et pour échapper à cette souffrance, l'esprit doit s'affranchir de la réalité » de Patrick Rothfuss.

### Épisode 20:Histoires de famille
- États-Unis /  Canada : 2 avril 2014 sur CBS / CTV
- Suisse : 26 octobre 2014 sur RTS Un[12]
- Belgique : 9 novembre 2014 sur RTL-TVI[11]
- France : 17 décembre 2014 sur TF1[13]

- États-Unis : 10,47 millions de téléspectateurs[77] (première diffusion)
- Canada : 2,29 millions de téléspectateurs[78] (première diffusion + différé 7 jours)
- France : 4,27 millions de téléspectateurs[71] (première diffusion)

- Bill Oberst Jr. (UnSub)
- Stephanie C. Allen (Teenage Cissy)
- Wednezday Ryan (Appalachian Woman)
- Rocky McMurray (Captain Rogers)
- Cedrick Hardman (Unsub Hand Double)
- Adrienne Barbeau (Cissy Howard)
- Tobin Bell (Malachi Lee)
- Ronnie Gene Blevins (Miles Lee)
- Castille Landon (en) (Maddie Lee)
- Gregory Sporleder (Sam Caplan)
- Ben C. Adams (Teen Malachi)
- Dede Drake (Sandy)
- Will Green (Brent)
- Burt Culver (Clark Howard)

- D'introduction : « Le passé ne meurt jamais, ce n'est même pas le passé. » de William Faulkner.
- De conclusion : Aucune.

- Cet épisode est réalisé par Matthew Gray Gubler, l’interprète du personnage de Spencer Reid.

### Épisode 21:La Victime oubliée
- États-Unis /  Canada : 9 avril 2014 sur CBS / CTV
- Suisse : 2 novembre 2014 sur RTS Un[12]
- Belgique : 16 novembre 2014 sur RTL-TVI[11]
- France : 1er juin 2015 sur TF1[13]

- États-Unis : 9,85 millions de téléspectateurs[79] (première diffusion)
- Canada : 2,16 millions de téléspectateurs[80] (première diffusion + différé 7 jours)
- France : 5,71 millions de téléspectateurs[81] (première diffusion)

- Rochelle Aytes (Savannah Hayes)
- Anne Leighton (Susan Harrison)
- Colleen Donovan (Christy White)
- Alisha Wainwright (Debbie Martin)
- Dwight Hicks (Raymond Martin)
- Marshall Teague (Dr. Edward Calder)
- Jason Turner (Dr. Albert Miles)
- Lisa Grady (Agnes Kane)
- Elly Schaefer (Lauryn-Anne Harrison)
- Ty LaPlaunt (Christopher Stafford)
- Luke Loving (Adam Richmond)
- Matthew Helfer (Trevor Burkett)
- CJ McBath (Marcus Kinman)
- Dar Dixon (Michael Smith)
- Mark Vuncannon (le chasseur)
- James Bane (le policier)

- D'introduction : « Quand il est question de vérité et de justice, il n'existe aucune différence entre les grands et les petits problèmes, car les questions concernant le traitement des hommes sont toujours les mêmes. » d'Albert Einstein.
- De conclusion : Aucune.

### Épisode 22:Tragédies grecques
- États-Unis /  Canada : 30 avril 2014 sur CBS / CTV
- Suisse : 2 novembre 2014 sur RTS Un[12]
- Belgique : 16 novembre 2014 sur RTL-TVI[11]
- France : 8 juin 2015 sur TF1[13]

- États-Unis : 10,3 millions de téléspectateurs[82] (première diffusion)
- Canada : 2,04 millions de téléspectateurs[83] (première diffusion + différé 7 jours)
- France : 5,73 millions de téléspectateurs[84] (première diffusion)

- Brian Baumgartner (Bill Harding)
- Nikki Tomlinson (Candace)
- Richmond Arquette (Sgt. Mack)
- Chris Moss (Wayne Campbell)
- Victor Morris (Sgt. Burnell)
- Giovanni Lopes (Carlos Ortega)
- Germaine Scott Grimes (Benjie Ruiz)
- Steve Campbell (Patrolman Harris)
- Marcos Ferraez (inspecteur Jimmy Tavez)
- Patrick Robert Smith (Bartender)
- Terry Serpico (Wick Griffith)
- Tisha French (Janice Cheswick)
- Martica De Cardenas (Sgt. Fletcher)
- Brian Houtz (Manager)
- Brooke Stone (Bonnie Taylor)
- Tristin Rupp (Mme Springer)
- Cade Owens (Jack Hotchner)
- Layla Crawford (Susie)
- Lane Thomas (Worker)

- D’introduction : « Celui qui est né pour être pendu ne mourra pas noyé. » Proverbe anglais.
- De conclusion : « On rencontre sa destinée souvent par des chemins qu’on prend pour l’éviter. » de Jean de La Fontaine (début de la fable L’Horoscope).

### Épisode 23:Anges déchus, première partie
- États-Unis /  Canada : 7 mai 2014 sur CBS / CTV
- Suisse : 9 novembre 2014 sur RTS Un[12]
- Belgique : 23 novembre 2014 sur RTL-TVI[11]
- France : 15 juin 2015 sur TF1[13]

- États-Unis : 10,52 millions de téléspectateurs[85] (première diffusion)
- Canada : 2,17 millions de téléspectateurs[86] (première diffusion + différé 7 jours)
- France : 5,9 millions de téléspectateurs[87] (première diffusion)

- Michael Trucco (Owen McGregor)
- Brett Cullen (Pasteur Mills)
- Kevin E. West (shérif Coleman)
- Brady Smith (shérif adjoint Marty Bennett)
- Romi Dias (shérif adjoint Vicky Lorenzana)
- Tamara Clatterbuck (Dinah Stidham)
- Veronica Roy (Belinda Clark)
- Sarah Stouffer (Tabitha Ryerson)
- Cyrina Fiallo (Jesse Moore)
- Ashley Dulaney (Abigail Jones)
- Tom Proctor (Dusty)
- Amy Schloerb (Carrie Lawson)
- Dougald Park (le principal McIntyre)
- Shawn Law (Albert Franklin)
- Roberta E. Bassin (Linda)
- Brice Fisher (Bobby)
- Gary Cairns (Travis)

- D'introduction : « Sur son front était écrit un nom, un mystère : Babylone la grande, la mère des prostituées et des abominations de la terre. » extrait de la Bible, livre de l’Apocalypse, chapitre 17, verset 5.
- De conclusion : Aucune.

### Épisode 24:Anges déchus, deuxième partie
- États-Unis /  Canada : 14 mai 2014 sur CBS[88] / CTV
- Suisse : 9 novembre 2014 sur RTS Un[12]
- Belgique : 23 novembre 2014 sur RTL-TVI[11]
- France : 22 juin 2015 sur TF1[13]

- États-Unis : 12,03 millions de téléspectateurs[89] (première diffusion)
- Canada : 2,35 millions de téléspectateurs[90] (première diffusion + différé 7 jours)
- France : 6,06 millions de téléspectateurs[91] (première diffusion)

- Michael Trucco (Owen McGregor)
- Brett Cullen (Pasteur Mills)
- Kevin E. West (le shérif Coleman)
- Brady Smith (shérif adjoint Marty Bennett)
- Romi Dias (shérif adjoint Vicky Lorenzana)
- Tamara Clatterbuck (Dinah Stidham)
- Tim Lane (Dr. Wolfe)
- David Atkinson (shérif adjoint Everett)
- Lucas Barker (Josh Stidham)
- Potsch Boyd (l'infirmier)
- Trevor Scott (EMT #1)
- Shannon Kern (EMT #2)
- Betty Murphy (la mère de Dinah)

- D'introduction : « Quand on enferme la vérité sous terre, elle s’y amasse, elle y prend une force telle d’explosion, que, le jour où elle éclate, elle fait tout sauter avec elle. » d'Émile Zola, extrait de l'article J'accuse…!.
- De conclusion : « Nous devons être prêts à abandonner la vie que nous avons planifiée, afin de vivre la vie qui nous attend. » de Joseph Campbell.